# Stora utrensningen
Stora utrensningen var den intensiva förföljelse av verkliga och inbillade statsfiender som dirigerades av Josef Stalin i Sovjetunionen åren 1934–1939. Den inkluderade utrensning av både partimedlemmar och förföljelse av icke-partimedlemmar i en tid av utbredda men i regel obefogade misstankar om sabotage, konspirationer och andra fientliga aktiviteter bland befolkningen. I väst har termen "den stora terrorn" etablerats efter titeln på Robert Conquests bok med samma titel. Även Aleksandr Solzjenitsyns verk Gulagarkipelagen berör denna era i sovjetisk historia.

## Introduktion
Termen utrensning hade officiellt använts i Sovjetunionen för förföljelse av personer som betraktades som kontrarevolutionärer och folkfiender. Utrensningen anses både ha motiverats av en önskan att avlägsna dissidenter från det kommunistiska partiet och en strävan att befästa Stalins auktoritet. Officiellt förklarades rensningarna vara en kampanj för att eliminera sabotage och spionage inför ett hotande krig med Nazityskland, vilket innebar att kampanjerna delvis riktade sig mot regeringens egen byråkrati och militär. Men kampanjen riktades också mot andra kategorier: intelligentsian, bönder – speciellt om bönderna var välbärgade, och akademiker. Ett antal av NKVD:s kampanjer riktade sig också mot flera av de nationella minoriteterna som kollektivt anklagades för att vara femtekolonnare.
Enligt Nikita Chrusjtjovs tal från 1956, Om personkulten och dess konsekvenser, var många av anklagelserna baserade på framtvingade bekännelser och mycket lösa tolkningar av paragraf 58 ur strafflagen, som behandlade kontrarevolutionära brott. Ståndrätter bemannade med trojkor från NKVD kom att ersätta det judiciella förfarandet. Över en miljon sovjetmedborgare tros ha mördats i den stora utrensningen på 1930-talet, flera hundra tusen avrättades med nackskott och många fler blev torterade, fängslade och tvångsdeporterade till arbetsläger. Dödligheten var kraftigt förhöjd på grund av svältransoner, sjukdom, tvångsarbete och hårt klimat. Den stora terrorn startades under Genrich Jagodas tid som chef för NKVD, men nådde sin höjdpunkt under ersättaren Nikolaj Ivanovitj Jezjovs styre: Perioden från september 1936 till augusti 1938 kallas ibland för Jezjovsjtjinan ("Jezjovs tid"). Idag är det känt att kampanjen övergripande styrdes av Stalin, ofta på dennes direkta order.
Storskaligt politiskt motiverat dödande av den här typen har gett namnet på den antikommunistiske amerikanske professorn Rudolph Rummels begrepp "democid".

## Bakgrund
Rensning var sovjetisk jargong för rensning av partileden. Under 1933 uteslöts 400 000 partimedlemmar, men under perioden 1936–1953 skiftade innebörden av utrensning till att betyda alltifrån uteslutning ur partiet till arrestering, straffarbete och till och med avrättning.
Det politiska motivet var att Stalin ville höja partidisciplinen och försäkra sig om att partiet skulle följa den "demokratiska centralismens" princip. Officiellt förklarades att man ville eliminera femtekolonnare, men det är illa understött av källorna och en teori som framfördes av Vjatjeslav Molotov som var medlem i den sovjetiska regeringen under denna tid och därmed även politiskt ansvarig. Kommunistpartiet ville också eliminera "socialt farliga element", som till exempel kulaker, medlemmar av förbjudna politiska partier och tjänstemän från tsarens tid med familjemedlemmar.
Bolsjevikerna hade redan från början använt våldsamma repressalier för att befästa sin makt, även om dess intensitet varierade. Skillnaden med den stora utrensningen på 1930-talet var att det för första gången riktades massterror mot det egna partiet, även om partimedlemmar var i minoritet bland de förföljda. Följande händelser anses viktiga för indelning av perioden:
- Den första Moskvarättegången 1936.
- Införandet av trojkor från NKVD för revolutionär rättvisa 1937.
- Införandet av paragraf 58, moment 14 om kontrarevolutionärt sabotage 1937.

## Moskvarättegångarna
Mellan 1936 och 1938 hölls tre rättegångar i Moskva där höga ledare från kommunistpartiet åtalades. De anklagades för att ha konspirerat med västmakter för att lönnmörda Stalin, stycka Sovjetunionen och återinföra kapitalism.
- Den första rättegången i augusti 1936 riktade sig mot 16 medlemmar från partiledningen (bland andra Grigorij Zinovjev och Lev Kamenev).
- Den andra rättegången i januari 1937 riktade sig mot 17 personer (bland andra Karl Radek).
- Den tredje rättegången i mars 1938 inkluderade 21 åtalade som anklagades för att ha tillhört ett höger-trotskistiskt block bestående av bland andra Nikolaj Bucharin.
- En hemlig rättegång hölls också mot sovjetiska militärer inklusive Michail Tuchatjevskij i juni 1937.

Vid tiden för rättegångarna rapporterade vissa observatörer från väst att de var rättvisa och att de anklagades skuld fastslagits. Den brittiske juristen Denis Pritt skrev: "Återigen ansätts de socialister som är svaga i tron av tvivel och oro", men, "ännu en gång kan vi känna oss trygga på att när röken har lagt sig från kontroversens slagfält kommer det att inses att anklagelserna var sanna, bekännelserna korrekta och processen rättvis".
Nu är det känt att bekännelserna framtvingades. Den förre OGPU-officeren Alexander Orlov och andra har berättat om de metoder som användes: upprepad misshandel, påtvingad sömnbrist och hot om avrättning av anhöriga. Zinovjev och Kamenev fick en garanti från Stalin att de och deras familjer inte skulle bli avrättade, vilket inte infriades.
I maj 1937 sattes det upp en Kommission för att utreda anklagelserna mot Lev Trotskij i Moskva-rättegångarna. Den är känd som Deweykommissionen efter dess ledare, den kände amerikanske filosofen John Dewey. Den presenterade bevis för att vissa av de specifika anklagelserna inte kunde vara sanna. Som exempel kan nämnas att Georgij Pjatakov vittnat att han flugit till Oslo i december 1935 för att motta "terroristinstruktioner" från Trotskij, fast flygplatsen varit stängd. En annan åtalad, Ivan Smirnov, bekände att han deltagit i mordet på Sergej Kirov fast han varit inspärrad i mer än ett år när det skedde. Kommissionen drog slutsatsen att Moskva-rättegångarna var justitiemord.

## Utrensningar i officerskåren

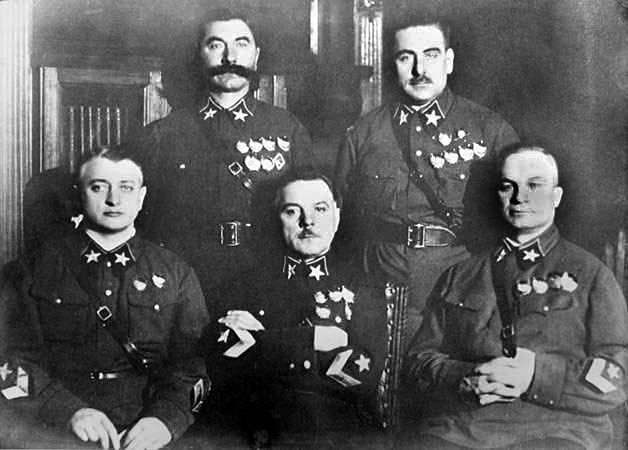
De första fem marskalkarna av Sovjetunionen, 1935, från vänster: Michail Tuchatjevskij, Semjon Budjonnyj, Kliment Vorosjilov, Vasilij Blücher och Alexander Jegorov. Av dessa fem överlevde endast Budjonnyj och Vorosjilov Stalins utrensningar.

Utrensningarna skakade om den sovjetiska officerskåren i grunden, särskilt de högre befälsgraderna drabbades hårt av anklagelser om politisk opålitlighet, kontrarevolutionära aktiviteter och annan förrädisk verksamhet. Detta ledde till organisatoriska svagheter i militären och akut brist på erfaren och kompetent personal i ledarskapsposition vilket skadade landets försvarsförmåga. När den stora utrensningen avslutades 1939 hade tre av fem marskalkar av Sovjetunionen, befälhavarna för alla Sovjetunionens militärdistrikt, 13 av 15 armébefälhavare, 50 av 57 kårchefer, 154 av 186 divisionschefer, åtta av nio amiraler och otaliga lägre officerare avrättats. Försvarets politiska administration hade drabbats minst lika hårt av utrensningarna: Alla de 11 vice folkkommissarierna för försvaret, 75 av 80 ledamöter i 1934 års rådgivande militärsovjet, alla 16 politiska kommissarier på arménivå och 25 av 28 politiska kommissarier på kårnivå hade avrättats. Marinchefen, flygvapenchefen, chefen för Röda arméns politiska förvaltning, deras stabschefer och ersättare till många officerare och tjänstemän som redan hade avrättats kom själva att avrättas.
Mellan 1937 och 1938 försvann uppemot 61 % av alla officerare av divisionskommendörs grad ända upp till marskalk av Sovjetunionen. Mellan 15 000 och 30 000 officerare beräknas ha rensats ut i slutet av 1930-talet. En betydande del av de tiotusentals drabbade undslapp dödsstraff och blev istället avskedade och fängslade, särskilt gällde detta officerare av lägre rang där dödstalen proportionellt sett var lägre än för högre befäl. Runt 30 % av de som hade avskedats tilläts så småningom att återvända till sina poster. Utrensningarna gjorde att stridsmoralen bland soldaterna störtdök och förblev på en väldigt låg nivå ända in på 1940-talet.

### Nya utrensningar 1940-1941
Mot bakgrund av Nazitysklands snabba framgångar i Västeuropa och Stalins önskan om att inte bli indraget i andra världskriget, som han trodde att Sovjetunionen var skyddad ifrån genom en serie fördrag han hade låtit sluta med båda parter, inledde NKVD-chefen Lavrentij Berija nya utrensningar i militären. En del av dessa utrensningar av höga officerare påstås ha orsakats av dokument som förfalskades av nazisterna, men detta bygger på mycket svag bevisning eftersom flera av de åtalade redan var fängslade när dokumenten ska ha nått Stalin. Inför Sovjetunionens inträde i andra världskriget hade utrensningarna fått synnerligen skadliga effekter och den desorganiserade och demoraliserade militären lämnade landet extra sårbart för invasion, bl.a. den militära underrättelsetjänsten hade endast med stor möda lyckats omorganisera sig för att kunna återuppta sin verksamhet och rapportera om tyska truppförflyttningar. Efter att Operation Barbarossa inleddes på sommaren 1941 började officerare också beskyllas för oförmågan att hantera situationen och i oktober 1941, mitt under det pågående slaget om Moskva, avrättades totalt 300 sovjetiska befälhavare på NKVD:s order.
Bland vissa författare och militärer förekom uttryck i stil med "inget 1941 utan 1937", det vill säga att en orsak till de katastrofala sovjetiska nederlagen på östfronten under andra världskriget var just de stalinistiska utrensningarna några år tidigare. Det finns till och med historiker som anser att utrensningen uppmuntrade Hitler att inleda Operation Barbarossa, även om det sannolikt inte var en särskilt avgörande faktor då Hitler såg folkslagen i Östeuropa som rasmässigt underlägsna och av den anledningen som enkla att besegra. Först i och med avstaliniseringen på 1950-talet fick de avrättade officerarna, både från den stora utrensningen och andra världskriget, återupprättelse postumt.

## Utrensningar i Kommunistpartiet
Till slut blev nästan alla de bolsjeviker som spelat ledande roller under oktoberrevolutionen eller framåt avrättade. Av de ursprungliga sex regeringsmedlemmarna överlevde bara Stalin och den ende som inte blev avrättad, Lev Trotskij, flydde till Mexiko, där han dock mördades av en sovjetisk agent 1940.
Av de 1966 delegaterna till den 17:e partikongressen 1934 blev 1108 arresterade, nästan alla dömdes till döden.

## Utrensningar bland olika samhällsgrupper

### Exkulaker och antisovjetiska element
Medan kulaker likviderats som klass, utfärdade NKVD den 30 juli 1937 den beryktade order nummer 00447, som riktades mot exkulaker och deras medhjälpare. Denna order är viktig eftersom den ledde till ett mönster av förföljelser. Trojkor sattes upp för att behandla misstänkta, kvoter sattes upp för de som skulle straffas och dessa delades in i två grupper: den "första kategorin" som skulle skjutas och den "andra kategorin" som bara skulle deporteras. Flera hundratusen blev inkluderade i denna order och på lokal nivå anhöll man om utökade kvoter för att visa sin entusiasm.

### Nationella minoriteter
En serie "nationella operationer" utfördes av NKVD under 1937–1940, vilket rättfärdigades av rädslan för femtekolonnare som man fruktade skulle destabilisera landet inför ett framtida krig med "den mest troliga fienden" (Nazityskland) såväl som idén om den "fientliga kapitalistiska inringningen". Den polska minoriteten i västra Sovjetunionen var den första som drabbades, men senare drabbades kareler, tyskspråkiga och andra grupper. Även här tillämpades av NKVD ett kvotförfarande. Operationer i Polen resulterade i 143 810 registrerade arresteringar varav 111 091 avrättades.

## Nedtrappning och slutet på Jezjovsjtjinan
Eftersom anklagade tvingades ange medbrottslingar började utvecklingen skena iväg, och år 1938 insåg Stalin att det hade gått för långt och utrensningarna började inskränkas. Jezjov avlägsnades från NKVD och blev senare själv dömd till döden och avrättad som den ansvarige för de eskalerade utrensningarna. Lavrentij Berija efterträdde honom som NKVD-chef. Den 17 november 1938 utfärdade Folkkommissariernas råd i samråd med Kommunistpartiets centralkommitté ett dekret för att de storskaliga utrensningarna måste upphöra, något som underströks i en order från Berija som ledde till att de flesta kvarvarande dödsdomar inte verkställdes.
Storskaliga arresteringar och deportationer till arbetsläger fortsatte dock ända fram till Stalins död år 1953. Medan dödsdomar fortsatte att verkställas var detta i allmänhet på mycket mindre skala, med undantag för enskilda händelser med koppling till andra världskriget. Historikern Michael Parrish menar att medan den stora utrensningen förvisso avslutades kring 1938 fortsatte en mindre utrensningskampanj in på början av 1940-talet.

## Reaktioner

### Västliga reaktioner
Medan Moskvarättegångarna gavs stor publicitet, så fick förföljelserna av småfolket ingen alls. Dessa blev mer allmänt kända först när före detta GULAG-fångar nådde väst. I många länder försökte man tysta eller diskreditera vittnena. Robert Conquest skrev boken Den stora terrorn 1968, i vilken han hävdade att många observatörer i väst blundat för det förljugna i Moskvarättegångarna. Trots skenrättegångarna och vittnesmål från överlevare, bibehöll många västerländska intellektuella en positiv bild av Sovjetunionen.
Nikita Chrusjtjovs tal 1956 inleder tövädret, gjorde i ett slag kritik av Stalin möjlig och ledde till att Stalins förbrytelser blev mer kända. 1973 följde Aleksandr Solzjenitsyns massiva Gulagarkipelagen (utgavs ej i Sovjetunionen) vilket gjorde den stora utrensningen mer känd i väst. Under glasnost-eran fördömde Michail Gorbatjov utrensningen som kriminell och sovjetiska arkiv öppnades för forskare.
I Frankrike, det land i väst där det intellektuella klimatet kanske varit mest positivt till Sovjetunionen, utkom år 1997 den delvis självrannsakande Kommunismens svarta bok som även försöker sammanställa kommunismens oförrätter och i detta avseende jämför kommunismen med nazismen. 

### Rehabilitering efter Stalins död
De stora utrensningarna fördömdes i ett berömt tal 1956 av Nikita Chrusjtjov, som efterträdde Stalin som partiledare efter dennes död 1953. Chrusjtjov erkände att många av offren var oskyldiga och fällts på falska bekännelser och öppnade upp för officiellt godkänd kritik av det stalinistiska styret i vad som kom att kallas avstaliniseringen. Från 1954 upphävdes flera av dödsdomarna, offer förklarades oskyldiga och otaliga avrättade rehabiliterades postumt. Bucharin blev dock inte rehabiliterad förrän 1988 och Lev Trotskij blev det aldrig.

## Omfattning
Enligt offentliggjorda sovjetiska arkiv anhöll NKVD 1 548 366 offer, av vilka 681 692 blev skjutna. Historikern Michael Ellman anser att det totala antalet dödsfall orsakade av utrensningen torde ligga i intervallet 950 000 till 1,2 miljoner om man räknar med alla dödsfall.
Det finns historiker som tror att arkivmaterialet underskattar antalet döda. Robert Conquest uppskattar antalet avrättade till två och en halv gånger så många som 681 692. Han menar att KGB har mörklagt stora delar av sitt arbete.

## Skepticism och revisionism
Vissa författare, som politiskt är närstående till stalinismen, såsom Ludo Martens, anser att utrensningens omfattning har överskattats grovt och att utrensningarna var en nödvändig del av kampen mot politiska motståndare. Den här uppfattningen argumenterar för att den nuvarande synen på utrensningarna motiveras av en ohelig allians mellan post-stalinistiska intressen och västerländska historiker.
Även officiellt har utrensningarna kritiserats sedan länge. Redan i 1960-talets upplagor av Stora Sovjetencyklopedin och dess artikel om Stalin betraktad utrensningarna och särskilt kollektiviseringen som alltför allvarliga för att ses som "misstag" och öppnar även för viss kritik mot Lenin. Sovjets odemokratiska historia har dock satt djupa spår i tänkande och demokratisyn. Synen på utrensningarna är exempelvis i Putins Ryssland till och med mer förlåtande än tidigare. Än idag råder en utbredd uppfattning att landet behöver en stark ledare, trots det bittra pris det kan betinga och i kontrast mot hur fallet var under 1980-90-talen delas denna uppfattning nu även av den unga generationen. Stalin betraktas idag till och med som hjälte.